# Midianitas
Segundo o Antigo Testamento, midianitas (ou madianitas) são descendentes de Abraão e sua esposa Quetura, desposada após a morte de Sara.  Os filhos deste novo segundo casamento, entre eles Midiã, foram enviados para uma terra distante, longe de Isaque, filho da promessa.
Tais descendentes de Abraão, então, deram origem à tribo dos midianitas, que mais tarde são mencionados em conjunto com os ismaelitas.